# カリストラテ・サリア
カリストラテ・ゾシメス・ゼ・サリア（グルジア語: კალისტრატე ზოსიმეს ძე სალია、グルジア語ラテン翻字: Kalistrate Zosimes dze Salia、1901年8月26日 – 1986年7月25日）は、ジョージアの歴史学者、言語学者。カルトヴェリ学を専門とする。カレ・サリア（グルジア語: კალისტრატე სალია、グルジア語ラテン翻字: Kale Salia）とも表記。

## 生涯
1901年にジョージア西部サメグレロのツァレンジハ村で誕生。地元の村の学校とズグディディで初等教育を受け、1919年にハシュリの高校を卒業。1920年にトビリシ国立大学に入り、社会民主党に入党。1921年、赤軍の侵攻によりジョージアがロシア帝国に占領されると、サリアは投獄された。1922年、メテヒ刑務所に収監されていた政治犯62人とともに国外追放処分となった。サリアはドイツに渡り、ベルリン大学のドイツ語研究所で学んだ。その後1924年にフランスへ渡りパリ大学で歴史学と言語学を専攻、1927年に学士号を取得した。
サリアはパリで妻ニノ・クルツィカシヴィリと出逢った。彼女はワルシャワ大学歴史学部出身の医師であった。ニノの支援により、カリストラテは学術研究に専念することができた。1948年、妻ニノとともに、カルトヴェリ学を専門とする雑誌『ベディ・カルトリザ』を創刊。サリアはジョージアの歴史と文学に関する著作物を出版し、外国の百科事典にジョージア関連の記事を寄稿した。1980年に発表した著書『ジョージアの国家の歴史』は、フランス科学アカデミーの賞を受賞した。サリアはジョージアの多数の学者、作家、著名人が執筆した書物を所有した。サリア夫妻はフランス語、英語、ドイツ語、イタリア語、ギリシャ語、スペイン語、ラテン語、その他の言語で書かれた1,400冊を超える貴重な書籍をジョージア国立文書館に寄贈した。後世、同館内にはサリアの名を付けた図書館が開設され、現在でも多くの人々がこの図書館を利用している。
1984年、雑誌『ベディ・カルトリザ』の最終号が発行。間もなく1986年にパリで死去した。遺言によりサリアの遺骨はジョージアの地に移され、トビリシのディデュベ廟に埋葬された。